# Guyanaite
La guyanaite è un minerale.